# تپه تصفیه‌خانه ۳
تپه تصفیه خانه ۳ مربوط به دوران فرادیرینه‌سنگی است و در شهرستان کرمانشاه، بخش مرکزی، دهستان قره سو، ۲ کیلومتری جنوب غرب روستای ده سواران واقع شده و این اثر در تاریخ ۲۶ اسفند ۱۳۸۷ با شمارهٔ ثبت ۲۵۴۶۶ به‌عنوان یکی از آثار ملی ایران به ثبت رسیده است.